# Cheddi Jagan

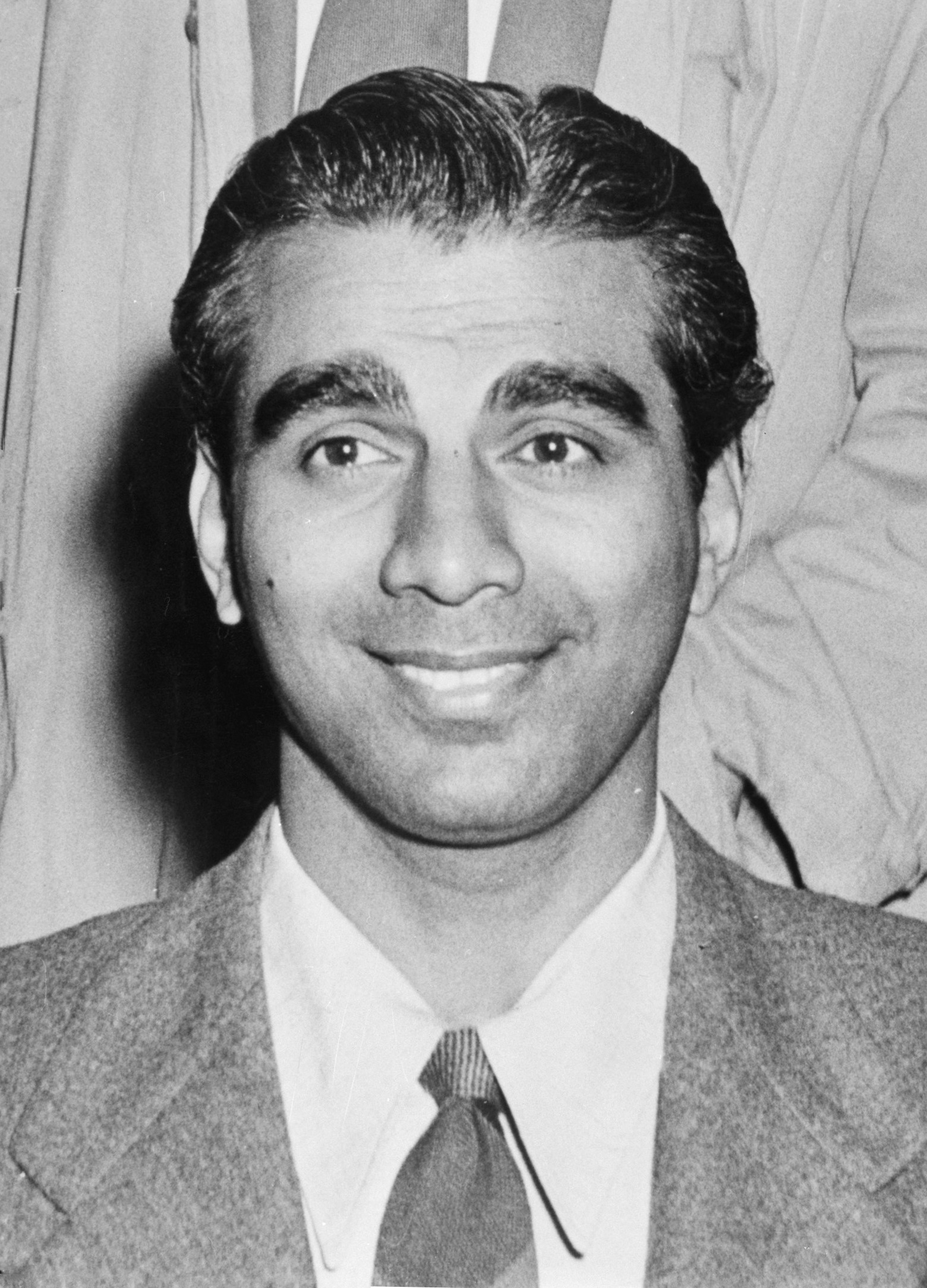
Cheddi Jagan 1962.

Cheddi Berret Jagan, född 22 mars 1918 i Brittiska Guyana, död 6 mars 1997 i Washington, D.C., var en guyansk politiker av indisk härkomst. 

## Biografi
Jagan var Brittiska Guyanas premiärminister 1953 och 1961-1964 samt Guyanas president från 1992 fram till sin död. Hans änka Janet var Guyanas president 1997-1999.
Jagan studerade vid Howard University i Washington, D.C. och Northwestern University i Chicago. Han gifte sig 1943 med Janet Rosenberg. Han grundade 1950 vänsterpartiet Folkets progressiva parti (People's Progressive Party) tillsammans med hustrun Janet Jagan och den afroguyanska politikern Forbes Burnham.
Han kom 1953 till makten i kolonin Brittiska Guyana efter en valseger. Britterna ansåg att den nya regeringen stod Sovjetunionen för nära och avskedade Jagan i oktober 1953. Brittiska trupper skickades till kolonin och makten togs av motståndare till Jagan.
Jagan återkom senare till makten i Brittiska Guyana och hade ambitionen att bli Guyanas första regeringschef efter självständigheten. Han förlorade dock valet 1964 mot Forbes Burnham som fick stöd av USA.
Jagan besegrade Desmond Hoyte 1992 i ett presidentval där internationella observatörer närvarade. Hoyte anklagades för korruption och Jagan stöddes av USA i valet. Jagan drabbades 1997 av en hjärtattack och flögs till USA ombord ett amerikanskt militärflygplan. Han avled på militärsjukhuset Walter Reed.